# Kakamoéka

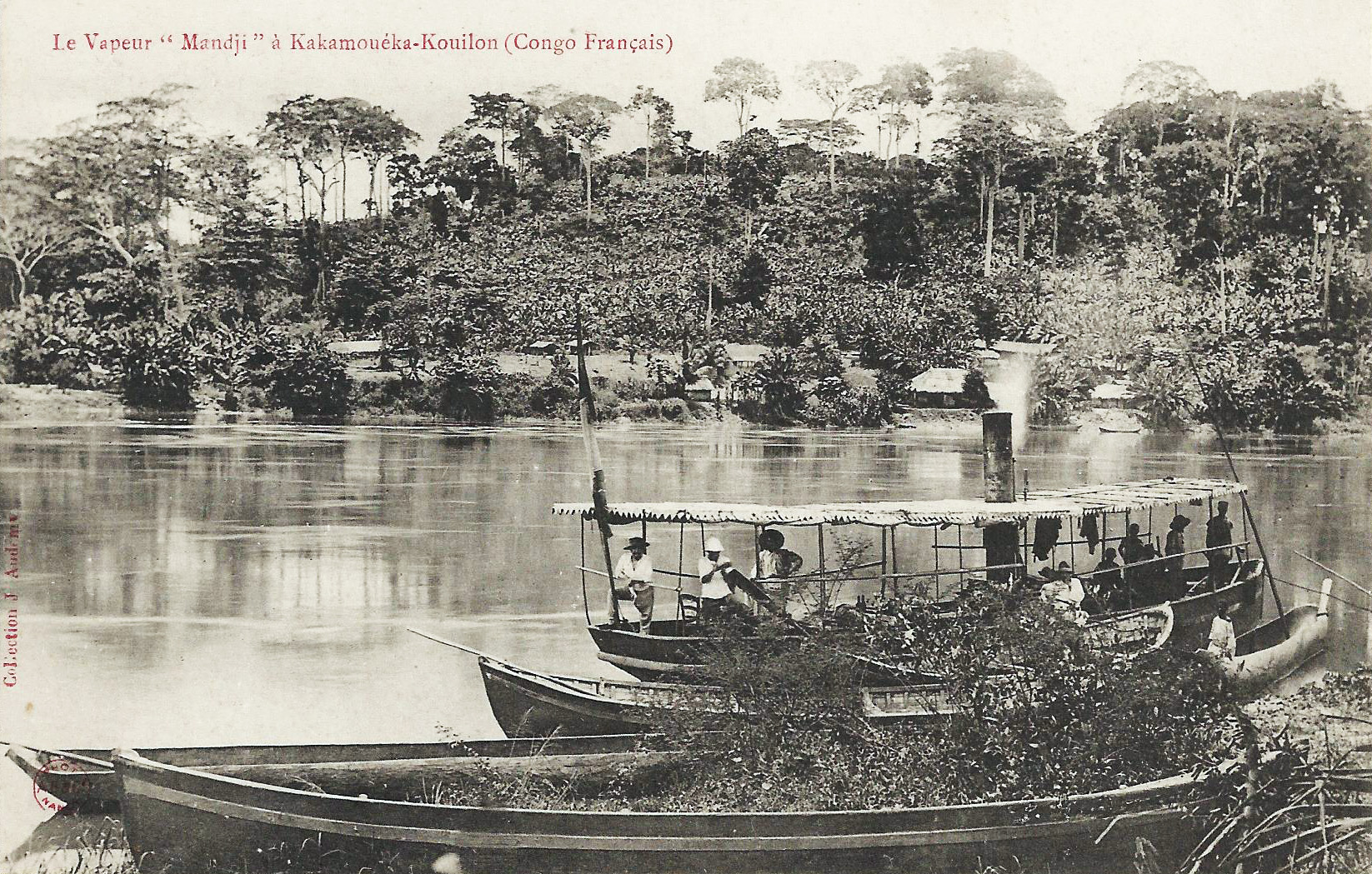
Der Dampfer Mandji in Karamouéka-Kouilon, Französisch Kongo.

Kakamoeka (auch: Nkakamueka, Nkakamweka, Nkaakamueeka, Nkaakamweeka) ist eine Stadt in der Republik Kongo. Sie liegt im Süden, im Departement Kouilou und in der Nähe der Hafenstadt Pointe-Noire. Sie ist Hauptort des gleichnamigen District Kakamoéka.

## Geographie
Die Stadt liegt im Wald von Mayombe, zwischen dem Parc National de Conkouati-Douli und dem Réserve de la biosphère de Dimonika, auf dem rechten Ufer des Flusses Kouilou. 
Durch den Ort verläuft die Route Nationale 6.

## Wirtschaft
Eine wichtige Einnahmequelle der Stadt ist die Goldwäsche, wie auch in Dimonika und Les Saras.